# Носов, Владимир Николаевич
Владимир Николаевич Носов (1988—2022) — российский военнослужащий, гвардии капитан. Командир 1-й десантно-штурмовой роты батальона 336-й отдельной гвардейской Белостокской орденов Суворова и Александра Невского бригады морской пехоты Балтийского флота. Герой Российской Федерации (посмертно, 2022)

## Биография
Родился 14 апреля 1988 года в селе Коровий Ручей, Усть-Цилемского района, Коми АССР. В 2006 году окончил кадетскую среднюю общеобразовательную школу. В школьные годы занимался спортом, был командиром военно-патриотическим клубом «Беркут».
После окончания школы поступил в Рязанское высшее воздушно-десантное командное училище имени генерала армии В. Ф. Маргелова. С 2011 года лейтенант В. Носов проходил службу на командных должностях в различных воинских частях Вооружённых сил Российской Федерации. Участвовал в военной операции России в Сирии. В ноябре 2016 — мае 2017 года командовал группой морских пехотинцев, обеспечивавших безопасность большого десантного корабля «Королёв» во время дальнего похода в Средиземном море.
В последующие годы — командир 1-й десантно-штурмовой роты батальона 336-й отдельной гвардейской Белостокской орденов Суворова и Александра Невского бригады морской пехоты в составе Балтийского флота с дислокацией в Балтийске. За успешное выполнение специальных заданий награждён медалями.
С 8 марта 2022 года участвовал во вторжении России на Украину. По данным МО РФ, сводная рота капитана Носова в населённом пункте Любимовка Запорожской области помогала выйти из окружения роте морских пехотинцев. По данным военного ведомства, морпехи вышли из окружения, но Владимир Носов был смертельно ранен в бою.
Указом Президента Российской Федерации от 25 мая 2022 года за мужество и героизм, проявленные при исполнении воинского долга, гвардии капитану Носову Владимиру Николаевичу присвоено звание Героя Российской Федерации (посмертно). «Золотая Звезда» Героя была передана его семье главнокомандующим Военно-морским флотом адмиралом Н. А. Евменовым 22 июня 2022 года в Главном штабе Военно-морского флота Российской Федерации в Санкт-Петербурге.
Похоронен с воинскими почестями 9 апреля 2022 года в родном селе Коровий Ручей.
Владимир Носов был женат. Вместе с женой Оксаной и дочерью Дианой проживал в Балтийске.

## Память
- В честь Владимира Носова был назван противодиверсионный катер проекта 21980 «Грачонок» Балтийского флота. Катер «Владимир Носов» базируется в Балтийске[2].
- В сентябре 2022 года, в селе Коровий ручей, возле здания кадетской школы, в которой учился Носов, был открыт памятник. В октябре того же года кадетская школа была названа именем Владимира Носова[4].
- В сентябре 2022 года, в Калининградской области, в городе Балтийске была переименована МБОУ СОШ № 4, теперь она носит имя Владимира Николаевича Носова, перед входом в школу расположена именная мемориальная доска[5].